# 圣贝利诺
圣贝利诺是意大利威尼托大区罗维戈省的一个镇，面积15.8平方公里，人口1,340人（2006年）。